# Lacul Palić
Palić (în maghiară Palicsi-tó) este un lac situat în partea de nord a Serbiei, la o distanță de 8 km de Subotica, aproape de orașul omonim. Are suprafața de 3,8 km 2 și adâncimea medie de 2 m.
Lacul este considerat o arie protejată și este cunoscut datorită nămolurilor sale curative, care au devenit o atracți turistică. Perimetrul lacului, lung de 17 km a fost amenajat, dând astfel posibilitatea practicării drumeției sau ciclismului. Aproape de luciul de apă se găsesc izvoare minerale hipotermale (25 C).